# Dionisio Bardají y Azara
Dionisio Bardají y Azara (Puyarruego, 7 de octubre de 1760 - Roma, 3 de diciembre de 1826) fue un auditor del tribunal de la Rota Romana por España, creado cardenal de la Iglesia católica por el papa Pio VII, luego de haber sufrido el destierro y la cárcel durante la ocupación napoleónica de Roma.

## Biografía

### Orígenes familiares y formación
Dionisio Bardaxí y Azara, nació en Puyarruego (Huesca-España) el 7 de octubre de 1760, en el seno de la familia Bardaxí, perteneciente a la pequeña nobleza de Aragón. 
Era hijo de José de Bardají, justicia general del Condado de Benabarre y comisario general en la guerra de Cataluña así como señor de Lasaosa, mientras que su madre María Ana de Azara Perera era hermana del explorador Félix de Azara, el obispo de Barcelona Eustaquio de Azara y el diplomático ante la Santa Sede José Nicolás de Azara, siendo todos hijos de los señores de Lizana.
Fue hermano de Anselmo, marino y escritor, y de Eusebio, diplomático que llegó a ser ministro de Estado. 
La familia Bardaxí y Azara se trasladó a la localidad de Graus en Huesca, allí recibiría sus estudios primarios. En la universidad Sertoriana de Huesca, Dionisio estudió derecho canónico y se doctoró a la temprana edad de 17 años en 1777.

### Carrera eclesiástica
Fue ordenado sacerdote con 25 años, en 1785. Teniendo en cuenta el buen desempeño de sus funciones como sacerdote, Dionisio fue nombrado auditor de la Rota Romana por España, por el rey Carlos IV del 8 de marzo de 1791. Desempeñó ese cargo hasta su ascensión al colegio cardenalicio en 1816. Se ganó la estima del papa Pio VI.

### Destierro de Roma en 1798
Cuando las tropas francesas invadieron Roma en 1798, saquearon la Ciudad Eterna, despojaron a las familias romanas de sus posesiones y muchos prelados fueron expulsados. Pio VI, anciano y débil, fue depuesto como príncipe temporal y obligado a salir de Roma como prisionero. Bardaxí fue desterrado también y acompañó al papa hasta Bolonia, desde donde partió para España. Estando en su patria se ganó la confianza de Carlos IV.

### Regreso a Roma
Cuando Bardaxí regresó a Roma, el papa Pio VII le escogió como uno de sus acompañantes en la comitiva del viaje a la ciudad de París para asistir a la coronación de Napoleón en 1804. Luego permaneció con el pontífice durante el destierro impuesto por el monarca, hasta el 4 de abril de 1805.
En 1807 recibió del rey Carlos IV, la gran cruz de la Orden de Carlos III y en 1808 le confirmó el privilegio de nombrar alcaldes para los pueblos de Abenozas, Villanova y las Vilas del Turbón.

### Cautiverio
El 19 de enero de 1809, los soldados franceses, por órdenes de Miollis, arremetieron contra el palacio de la embajada española ante la Santa Sede y encarcelaron al embajador. Arrestaron a Bardaxí, junto a monseñor Gordogni. Fueron recluidos en el Castillo Sant'Angelo. Miollis arrestó a estos españoles porque los consideraba enemigos de Francia. Bardaxí fue trasladado a Grenoble.
La noche del 6 al 7 de julio de 1809 fue detenido el papa Pio VII y seguidamente deportado a Savona en Francia. Durante su cautiverio en Savona el pontífice mantuvo correspondencia clandestina con Bardaxí. Por eso a este se le recluyó y aisló en el fuerte de Pierre-Chatel, en mayo de 1812. Se vieron de nuevo en Fontainebleau a finales de enero de 1814, cuando al papa lo trasladaban a Pons y al auditor de la Rota a Saumur.  En el camino, el prelado español enfermó, fue puesto en libertad a mitad de camino en la ciudad de Nevers.

### Cardenalato
Tras un año de estancia en España, Bardaxí, regresó a Roma en 1815 para retomar sus labores en el tribunal de la Rota. El papa Pio VII le nombró cardenal presbítero de los Doce Apóstoles, el 8 de marzo de 1816, con 55 años. Más tarde fue cardenal presbítero de Santa Inés.
Bardaxí se hizo retratar por el pintor Carlos Espinosa Moya (1759 - h. 1818) en 1816, una réplica original de este cuadro se conserva en el museo de Zaragoza.
El Cardenal Bardaxí participó en el cónclave tenido en el Palacio del Quirinal en 1823 que eligió a León XII. No pasaría mucho tiempo para que el purpurado español se ganara la confianza y el aprecio del nuevo papa.
En los últimos años de su vida quedó sordo. Murió en Roma el 3 de diciembre de 1826 a la edad de 66 años y fue enterrado en la Basílica de Santa Inés.

## Obras
No se tienen noticias de escritos propios del cardenal Bardají, pero Felix Latassa, en su libro Biblioteca Nueva de Escritores Aragoneses,  le menciona como escritor, asegurando que había redactado unas memorias relativas a su época, y una colección de decisiones rotales que había de incorporarse a las mismas. En Decisiones Rotae Romanae se pueden apreciar varias de sus sentencias, en los folios del 1803 al 1809 y luego de 1814 al 1816.